# 산타렝현
산타렝현(포르투갈어: Distrito de Santarém, IPA: [sɐ̃tɐˈɾɐ̃j])은 포르투갈 센트루 지방에 위치해 있다. 현도는 산타렝이다. 이곳에서 주제 사라마구가 태어났다.

## 자치단체
산타렝 현은 21개 자치단체로 이뤄져 있다.
- 아브란트스 (Abrantes)
- 알카네나 (Alcanena)
- 알메이링 (Almeirim)
- 알피아르사 (Alpiarça)
- 베나벤트 (Benavente)
- 카르타슈 (Cartaxo)
- 샤무스카 (Chamusca)
- 콘스탄시아 (Constância)
- 코루시 (Coruche)
- 인트롱카멘투 (Entroncamento)
- 페레이라두제제르 (Ferreira do Zêzere)
- 골레강 (Golegã)
- 마상 (Mação)
- 오렝 (Ourém)
- 히우마이오르 (Rio Maior)
- 살바테하드마구스 (Salvaterra de Magos)
- 산타렝 (Santarém)
- 사르도알 (Sardoal)
- 토마르 (Tomar)
- 토흐스노바스 (Torres Novas)
- 빌라노바다바르키냐 (Vila Nova da Barquinha)